# 친박신당
친박신당(親朴新黨, 영어: Pro-Park New Party)은 대한민국의 친박 성향의 극우 계열 정당이었다. 2020년 2월 25일, 우리공화당에서 제명된 홍문종 의원을 중심으로 창당하였다.
창당 직후에 치른 21대 총선에서 모든 후보가 낙선하여 원외정당이 되었으며, 이후 4년간 임기 만료에 의한 국회의원 선거, 지방자치단체장 선거, 시·도의회의원 선거에 모두 참여하지 않아 정당법에 의거하여 2024년 4월 16일자로 해산되었다.

## 역대 선거 기록

### 국회의원 선거
|  | 0% |

|  | 0.51% |

|  | 0% |